# Steven Zuber
Steven Zuber (Winterthur, 17 de agosto de 1991) es un futbolista suizo que juega como atacante en el F. C. Zürich de la Superliga de Suiza. Es internacional con la selección de fútbol de Suiza.

## Trayectoria

### Grasshopper
Zuber debutó como sénior con el Grasshopper Club Zurich en la Copa Intertoto el 12 de julio de 2008 y el 3 de agosto de 2008 debutó en la Superliga de Suiza. En las 5 temporadas con el club suizo jugó 146 partidos y marcó 33 goles.

### CSKA Moscú
El 5 de julio de 2013 firmó un contrato con el CSKA Moscú de la Liga Premier de Rusia. Debutó con el CSKA el 13 de julio de 2013 en la Copa de Rusia y frente al Zenit de San Petersburgo. En los 40 partidos que jugó con el CSKA marcó 1 gol.

### Alemania
El 14 de agosto de 2014 fichó por el TSG 1899 Hoffenheim, equipo con el que marcó su primer gol el 15 de agosto de 2015 frente al Bayer Leverkusen.
En la temporada 2016-17 jugó 24 partidos en la Bundesliga marcando 4 goles y obteniendo la 4.ª plaza que hizo que el Hoffenheim jugase la previa de la UEFA Champions League 2017-18, donde el club alemán quedó eliminado a un paso de la fase de grupos frente al Liverpool FC.
Eso sí, consiguieron entrar en la fase de grupos de la Liga Europa de la UEFA 2017-18.
En la temporada 2017-18 el Hoffenheim logró clasificarse para la fase de grupos de la Liga de Campeones de la UEFA 2018-19, por lo que por primera vez el Hoffenheim disputaba una fase final de la Champions. Se clasificaron gracias a una gran temporada en la Bundesliga.
Para Zuber, en el plano personal, fue también un buen año, ya que además disputó la Copa Mundial de Fútbol de 2018 con la selección de fútbol de Suiza, donde además pudo marcar un gol, que valió un punto para Suiza en la fase de grupos, frente a la selección de fútbol de Brasil.
En el mercado de invierno de la temporada 2018-19 se marchó cedido al VfB Stuttgart.
El 4 de agosto de 2020 fichó por el Eintracht Fráncfort. Tras una temporada en el club, a finales de agosto de 2021 fue cedido al AEK Atenas F. C. En el conjunto griego estuvo tres años, hasta diciembre de 2024, antes de regresar a Suiza para jugar en el F. C. Zürich.

## Selección nacional
Ha sido internacional con la selección de fútbol sub-17 de Suiza, antes de ser internacional absoluto. Con la absoluta fue llamado por primera vez el 17 de marzo de 2017.
El 7 de octubre de 2017 marcó un doblete en la victoria de su selección por 5-2 frente a la selección de fútbol de Hungría.
En 2018 fue convocado con Suiza para disputar la Copa Mundial de Fútbol 2018. Zuber debutó en un Mundial en la primera jornada de la fase de grupos, y ante la selección de fútbol de Brasil. El partido terminó 1-1, gracias a un gol suyo tras un saque de esquina.

### Participaciones en Copas del Mundo
| Mundial                        | Sede  | Resultado        | Partidos | Goles |
| ------------------------------ | ----- | ---------------- | -------- | ----- |
| Copa Mundial de Fútbol de 2018 | Rusia | Octavos de final | 3        | 1     |

### Participaciones en Eurocopas
| Copa          | Sede     | Resultado        | Partidos | Goles |
| ------------- | -------- | ---------------- | -------- | ----- |
| Eurocopa 2020 | Europa   | Cuartos de final | 4        | 0     |
| Eurocopa 2024 | Alemania | Cuartos de final | 2        | 0     |

### Goles internacionales
| N.º | Fecha                   | Lugar                                          | Oponente          | Gol | Resultado | Competición                         |
| --- | ----------------------- | ---------------------------------------------- | ----------------- | --- | --------- | ----------------------------------- |
| 1.  | 7 de octubre de 2017    | St. Jakob-Park, Basilea, Suiza                 | Hungría           | 3–0 | 5–2       | Clasificación para el Mundial 2018  |
| 2.  | 7 de octubre de 2017    | St. Jakob-Park, Basilea, Suiza                 | Hungría           | 4–0 | 5–2       | Clasificación para el Mundial 2018  |
| 3.  | 27 de marzo de 2018     | Swissporarena, Lucerna, Suiza                  | Panamá            | 4–0 | 6–0       | Amistoso                            |
| 4.  | 17 de junio de 2018     | Rostov Arena, Rostov-on-Don, Rusia             | Brasil            | 1–1 | 1–1       | Copa Mundial de Fútbol de 2018      |
| 5.  | 8 de septiembre de 2018 | Kybunpark, San Galo, Suiza                     | Islandia          | 1–0 | 6–0       | Liga de Naciones de la UEFA 2018-19 |
| 6.  | 23 de marzo de 2019     | Estadio Borís Paichadze, Tiflis, Georgia       | Georgia           | 1–0 | 2–0       | Clasificación para la Eurocopa 2020 |
| 7.  | 25 de marzo de 2021     | Estadio Nacional Vasil Levski, Sofía, Bulgaria | Bulgaria          | 3-0 | 3-1       | Clasificación para el Mundial 2022  |
| 8.  | 30 de mayo de 2021      | Kybunpark, San Galo, Suiza                     | Estados Unidos    | 2-1 | 2-1       | Amistoso                            |
| 9.  | 1 de septiembre de 2021 | St. Jakob-Park, Basilea, Suiza                 | Grecia            | 1-0 | 2-1       | Amistoso                            |
| 10. | 9 de octubre de 2021    | Stade de Genève, Lancy, Suiza                  | Irlanda del Norte | 1-0 | 2-0       | Clasificación para el Mundial 2022  |
| 11. | 4 de junio de 2024      | Swissporarena, Lucerna, Suiza                  | Estonia           | 1-0 | 4-0       | Amistoso                            |

## Clubes
| Club                      | País     | Año       |
| ------------------------- | -------- | --------- |
| Grasshoppers              | Suiza    | 2008-2013 |
| P. F. C. CSKA Moscú       | Rusia    | 2013-2014 |
| TSG 1899 Hoffenheim       | Alemania | 2014-2020 |
| VfB Stuttgart (cedido)    | Alemania | 2019      |
| Eintracht Fráncfort       | Alemania | 2020-2022 |
| AEK Atenas F. C. (cedido) | Grecia   | 2022      |
| AEK Atenas F. C.          | Grecia   | 2022-2024 |
| F. C. Zürich              | Suiza    | 2025-     |

## Palmarés

### Títulos nacionales
| Título                | Club                | País   | Año  |
| --------------------- | ------------------- | ------ | ---- |
| Copa de Suiza         | Grasshoppers        | Suiza  | 2013 |
| Supercopa de Rusia    | P. F. C. CSKA Moscú | Rusia  | 2013 |
| Liga Premier de Rusia | P. F. C. CSKA Moscú | Rusia  | 2014 |
| Superliga de Grecia   | AEK Atenas F. C.    | Grecia | 2023 |
| Copa de Grecia        | AEK Atenas F. C.    | Grecia | 2023 |